# Václav Merklas

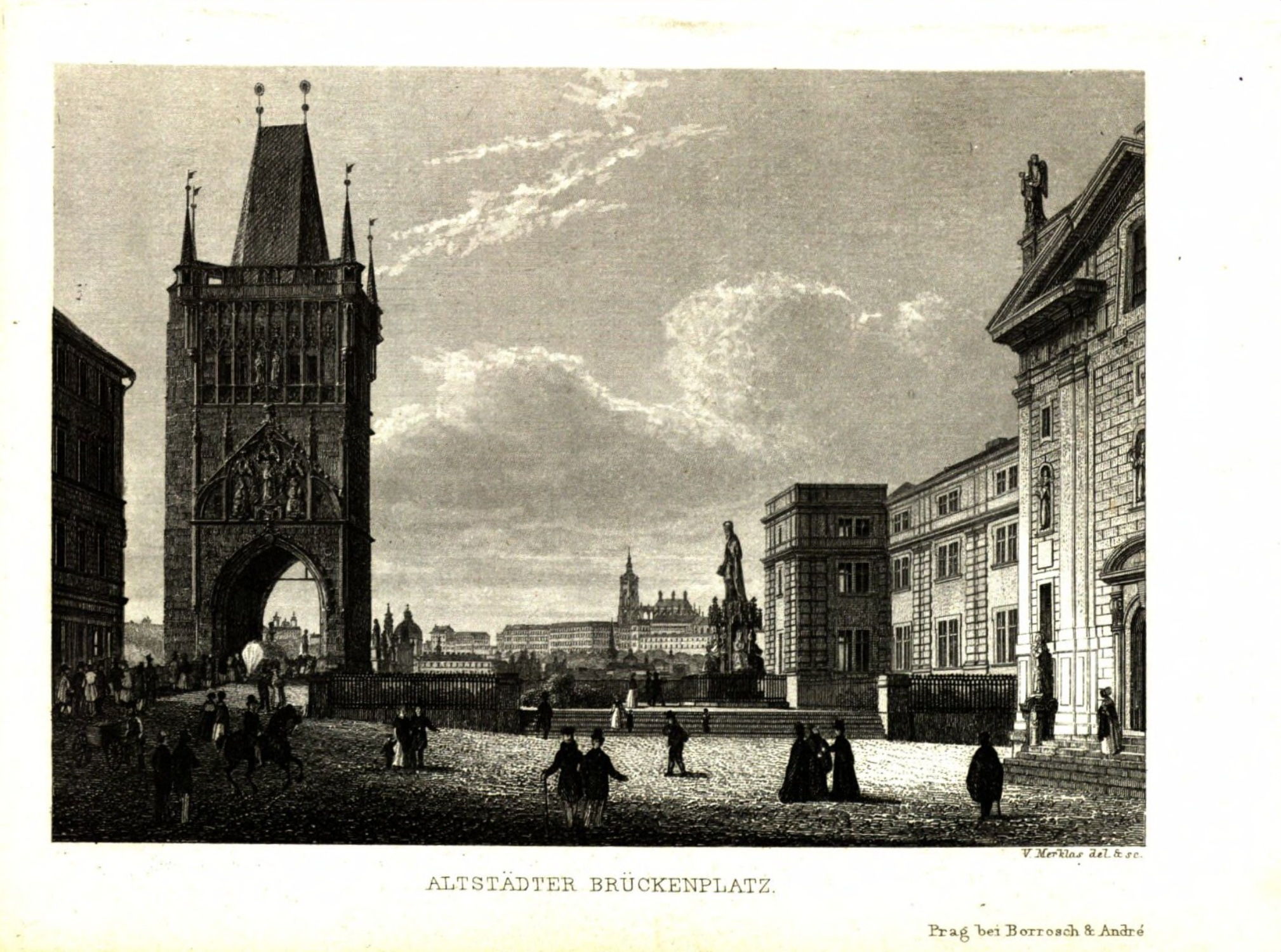
Václav Merklas: Praha, Křižovnické náměstí (tisk 1852)

Václav Merklas, křestní jméno též často Wenzel (29. září 1809 Praha – 2. října 1866 Opava) byl český kartograf a rytec, průkopník výroby zeměpisných glóbusů v českých zemích. Jako první je vyráběl s českými popisy.

## Život

### Mládí a studia
Narodil se v rodině pražského vinopalníka Adama Merklase a jeho manželky Anny, rozené Latové. Měl celkem 11 sourozenců, přesto mu rodiče umožnili studium. V roce 1826 maturoval na pražském piaristickém gymnáziu, dva roky studoval filozofii. Po skončení přešel na právnickou fakultu pražské Karlo–Ferdinandovy univerzity. Po čtyřech letech studia nastoupil v roce 1832 do zaměstnání u pražského advokáta.
Merklas dále studoval na umělecké škole (jednalo se pravděpodobně o soukromou, blíže neurčenou školu) a právnickou praxi opustil.

### Amerlingova Budeč
Po svatbě si Merklas zařídil ryteckou dílnu, kterou v roce 1843 přemístil do Amerlingovy Budče, která sídlila na nároží dnešních pražských ulic Žitná a V tůních. Dílna zde byla umístěna ve dvou místnostech a na svou dobu byla vybavena kvalitním zařízením, která jiné pražské tiskárny neměly. V roce 1845, když se Amerlingova škola dostala do ekonomických potíží, Budeč opustil. Po vystřídání dvou míst našel pro tiskárnu definitivní umístění – až do doby, kdy opustil Prahu, tiskl v Malé Řeznické (dnes Řeznické) ulici.

### Pobyt na Slovensku
Tiskárně Václava Merklase se obchodně příliš nedařilo. V roce 1851 složil Merklas zkoušku učitelské způsobilosti z historie a zeměpisu. Svou tiskárnu prodal knihkupci Andréovi a v říjnu téhož roku se s rodinou přestěhoval do Levoče. Zde se stal profesorem na c. k. státním gymnáziu s německým vyučovacím jazykem a na Slovensku setrval 10 let. Vyučoval zde, kromě předmětů, pro které získal aprobaci, i češtinu, němčinu, přírodopis, matematiku a krasopis. V Levoči se stal též kustodem farního chrámu svatého Jakuba, o kterém zveřejnil historicko–uměleckou studii a pro který (po poškození požárem) zhotovil oltář a zpovědnici.

### Závěr života v Opavě
Po pádu Bachova absolutismu byli čeští profesoři ze Slovenska odvoláváni; Václav Merklas byl dán v roce 1861 k dispozici českému Staroměstskému gymnáziu a počátkem roku 1864 přeložen na c. k. německé gymnázium v Opavě. V Opavě se zapojil do českého vlasteneckého života, ale již v roce 1866 zde zemřel. Pochován byl na místním hřbitově.

### Rodinný život
Dne 24. července 1839 se v Praze oženil s dcerou pražského zlatníka Františkou Pscherovou (psána též Pšerová, 1811–1866). Manželé Merklasovi měli čtyři děti: Miladu Františku (*1841), Ludmilu Emilii (*1843), Marii Aloisii (*1848) a Jana Nepomuka Ladislava (*1851).
Manželé Františka a Václav Merklasovi zemřeli den po sobě, 1. a 2. října 1866, v době epidemie cholery; tu do města zavlekla pruská armáda za prusko–rakouské války a oba manželé jí podlehli.

## Dílo

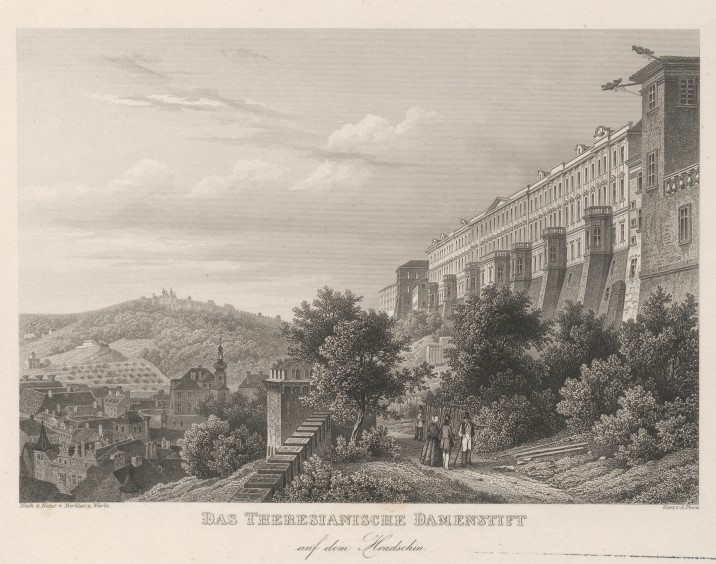
Václav Merklas: Ústav šlechtičen na Hradčanech

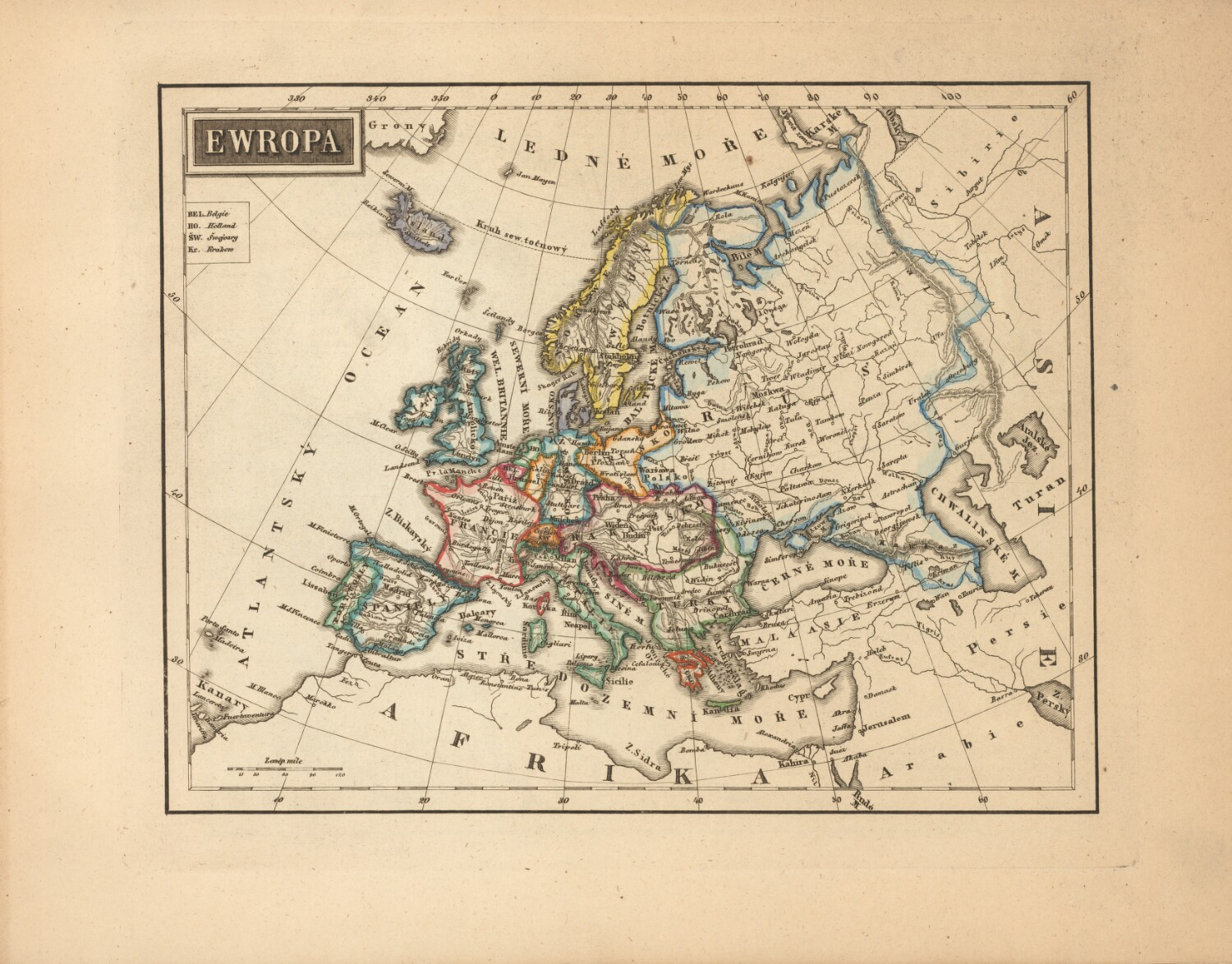
Václav Merklas: Mapa Evropy (z atlasu světa, 1846)

### Globy
Václav Merklas je autorem prvních českých glóbusů, první z nich, který vytvořil v roce 1848, měl v průměru 2,5 palce (6,6 cm) a byl nabízen k prodeji za 30 krejcarů. Druhý glóbus měl průměr 3,5 palce (8,6 cm). Tyto glóby jsou známy jen z dobových zpráv, nezachovaly se. Zachovala se až německá verze většího glóbu vyrobená okolo roku 1854; několik exemplářů je uchováváno v Rakousku.
Tělo Merklasových glóbů bylo sádrové. Poté, co jejich výroba zkrachovala, převzal ji Jan Felkl, který s Merklasem spolupracoval již od konce 40. let 19. století.

### České atlasy
Mapy, které Merklas vydával, byly přesné kopie dříve vydaných map německých, byl jejich kresličem, rytcem i vydavatelem. Jeho osobní zásluhou je především zavedení českého názvosloví v mapách.
Ludvík Mucha uvedl přehled Merklasových atlasů takto:
- 1842 – Zeměpisný atlas (Atlas český) I., vydavatel Matice česká, 5 map
- 1843 – Malý zeměpisný atlas dle nejnovějších zpráv a pomůcek sestavený a spolu s potřebným textem vydaný, sv. 1 a 2, vydavatel Václav Merklas, 6+6 map - tento atlas je považován za první český školní atlas.[8]
- 1843 – Atlas k přídonímu zeměpisu I., vydavatel Václav Merklas, 3 mapy
- 1846 – Malý příruční atlas, 1. vydání, vydavatel Matice česká, 27 map[9]
- 1850 – Zeměpisný atlas II., vydavatel Matice česká, 9 map
- 1850 – Atlas starého světa, vydavatel Václav Merklas, 10 map
- 1853 – Atlas starého světa (1. vydání), vydavatel Karel André, 5 map[10]
- 1853 – Malý příruční atlas (2. vydání), vydavatel Kronberger, 26 map
- 1853 – Atlas starého světa (2. vydání), vydavatel Karel André, 12 map
- 1853 – Malý zeměpisný atlas (1. úplné vydání), vydavatel Karel André, 28 map
- 1858 – Malý zeměpisný atlas (2. úplné vydání), vydavatel Karel André, 28 map

### Jiné zeměpisné publikace a veduty
Databáze Národní knihovny obsahuje další knižně vydaná díla:
- Geographie des Königreiches Böhmen für Schule und Haus (Praha, K. André,	1852)
- Geschichtliches und topografisches Gemälde von Prag und seinen Umgebungen (ein Fremdenführer; Praha, K. André, 1852)
- Gemälde von Prag und dessen Umgebungen (nach der Natur geschildert und Geschichtlich erläutert, ein Führer für Fremde und Heimische; Praha, K. André, 1858 a 1863)

Merklasova tiskárna tiskla i pohledy na Prahu a jiné příležitostné tisky. Václav Merklas je též autorem rytin pražských vedut podle kreseb Vincence Morstadta.

## Posmrtná připomínka
- Pamětní deska připomínající Václava Merklase je umístěna od roku 1966 ve vestibulu opavského katastrálního úřadu
- V Opavě je též Merklasova ulice.